# Die for the Government
Die for the Government is het debuutalbum van de Amerikaanse punkband Anti-Flag. Het werd uitgegeven op 20 augustus 1996 door het label New Red Archives en is daarmee de enige uitgave van de band via dit label. Kort na de uitgave van het debuutalbum verliet bassist Andy Flag de band. Hij heeft nog wel meegewerkt aan het splitalbum North America Sucks!!.

## Nummers
1. "You'd Do the Same" - 2:23
2. "You've Gotta Die for the Government" - 3:33
3. "Drink, Drank, Punk" - 1:42
4. "Rotten Future" - 2:00
5. "Safe Tonight" - 2:44
6. "Red, White and Brainwashed" - 1:53
7. "Davey Destroyed the Punk Scene" - 2:20
8. "Summer Squatter Go Home" (Bridge sung by ) - 3:03
9. "She's My Little Go-Go Dancer" - 2:24
10. "Police State in the USA" - 2:39
11. "Punk by the Book" - 2:15
12. "Fuck Police Brutality" - 2:22
13. "I'm Being Watched by the CIA" (Intro sung by ) - 2:14
14. "Kill the Rich" - 3:05
15. "No More Dead" - 3:51
16. "Confused Youth" - 4:15
17. "Your Daddy Was a Rich Man, Your Daddy's Fucking Dead" - 2:08

## Band
- Justin Sane - gitaar, zang
- Andy Flag - basgitaar, zang
- Pat Thetic - drums